# Penenirmus pici
Penenirmus pici är en insektsart som först beskrevs av Fabricius 1798.  Penenirmus pici ingår i släktet Penenirmus, och familjen fjäderlöss. Arten är reproducerande i Sverige.